# シャンティ -リスキィ・ブーツの逆襲-
『シャンティ -リスキィ・ブーツの逆襲-』（Shantae: Risky's Revenge）は、WayForward Technologiesが開発し2010年10月4日に発売されたニンテンドーDSi用ソフト。2002年に発売された『シャンティ』の続編。iOS版は『シャンティ リスキーの復讐』のタイトルで発売された。Windows、PlayStation 4、Wii U、Xbox One、Nintendo Switchでは「ディレクターズ・カット」版が発売された。
日本向けのローカライズはインターグロー（オーイズミ・アミュージオ）が行い、PS4版、Wii U版、Xbox One版が日本語化された。

## ゲームプレイ
プレイヤーはハーフジーニーのシャンティとなりライバルの悪の海賊、リスキー・ブーツを打倒するため様々な世界を探索しなければならない。シャンティの主な攻撃は髪の毛を鞭のように使うが、遠隔攻撃のできる魔法の呪文も使えるようになる。ゲームを進めるには多くの呪文を見つける必要がある。ベリーダンスをすると発動するこれらの呪文はシャンティを特殊能力を持つ動物へ変身させる。壁の間を進めるサル、新しい場所切り開くため岩を砕くゾウ、水中で泳げる人魚などがある。シャンティの体力値の最大値を増やすハート・ホルダー、新たな能力や追加能力を購入するために使うマジック・ジャム、新しいエリアに進むための特別なアイテムも存在する。

## ストーリー
毎年開かれている遺物発掘博覧会でシャンティとその友人はミミックおじさんが変哲のない石に覆われたランプを発見したことを発表するのを見ていた。そこへリスキー・ブーツと仲間の海賊は博覧会を襲撃、ランプを盗んだ。シャンティはリスキーと戦うがノックダウン、相手を逃がしてしまう。スカットルバッツの市長は街が混乱、仕事も捗らないことからハーフジーニーを責め、彼女をスカットル・タウン・ガーディアンとして出撃させる。
ガーディアン・ジーニーでなくともリスキィ・ブーツの新たな策略を止めるとシャンティは決めた。ミミックはシャンティにランプを解放するには3つの魔法が必要だと教え、シャンティは友人の力も借りつつ出発した。彼女の友人、ゾンビのロッティトップスの力を借り、魔法を3人のトレジャーハンター、シークインランド男爵が持っていることを知る。彼女は男爵を探す最中、リスキィがロッテトップスとその兄弟たち、ミミックを誘拐、彼らに一生使える脳みそと正気を保つためのコーヒーを手に入れること約束させた。リスキーの欺きを見抜きながら3つの魔法を手に入れ、彼女たちに辿り着く。シャンティはミミックの命と引き換えに魔法を教える。リスキーはシャンティにランプがジニーを捕まえる能力があることを教える。シャンティの魔法の半分を吸収したランプは邪悪なクローン、ネガ・シャンティを生み出した。シャンティは自らのカウンターパートを撃破、それが崩壊するとリスキーの隠れ家から逃げおおせた。彼女は友人たちと再会、スカットルタウンを守るのを助けたみなを人間としての新しい生活を約束する。彼女の約束に感銘を受けた市長は再びガーディアンとしてシャンティを向かい入れる。

## 開発
Wiiウェア版は「Wiiにおいて2Dで試作が進行中」とあった他、ニンテンドーDS版と廃版のゲームボーイカラーの続編が2008年5月にWayForwardのニュースレターで明らかになった。
2009年9月15日、Shantae：Risky's Revengeが任天堂の2009年ホリデーラインナップでDSiウェアのタイトルとして2009年第4四半期に配信予定と発表された。3部構成の続編の詳細は2009年11月のNintendo Powerで明らかとなった。2010年9月末、WayForwardはシャンティファンクラブの全メンバーに2010年10月4日に北米で配信されると電子メールで発表、公式のプレスリリースでも同趣旨の発表をした。Risky's Revengeは新エピソード構想を捨てて、1200ニンテンドーポイントで配信した。

## 評価
本作は批評家に好評を博した。Metacriticで85/100、GameRankingsの86％のスコアで、配信されている中で最良のDSiウェアであると批評家は述べた。批評家はビジュアル、優れたサウンドトラックを賞賛、メトロイドや悪魔城ドラキュラのようであるしたが、新鮮なアイデアも持っているとした。よく挙げられる不満としては地図システムの使い勝手が悪いことである。IGNは「愛された、失望しない続編」と述べた。Wii U、PS4版はファミ通クロスレビューでは8、7、6、7の28点。レビュアーはアクションゲームとして完成度が非常に高いことや変身ダンスを賞賛した一方、地図を見るのために手間がかかることやゲームのヒントがもう少し欲しい、前作が日本で発売されていないため物語の展開や人物名の表示がないためわかりにくことを指摘、グラフィックについては滑らかな動きが魅力的、ドットが粗くてもすぐ慣れた者とDSiウェア版ベースのため据置機だと粗く見えるのが残念とする者で分かれた。IGOSは2010年に本作をベストビジュアル賞、ベストDSゲームに選んだ。iOS版はDSiとは異なるが、Metacriticで75/100のスコアである。